# Coenobius weisei
Coenobius weisei es un coleóptero de la familia Chrysomelidae.
Fue descrita científicamente en 1997 por Lopatin.